# Корналовичи
Корналовичи (укр. Корналовичі) — село в Новокалиновской городской общине Самборского района Львовской области Украины.
Население по переписи 2001 года составляло 1047 человек. Занимает площадь 24,246 км². Почтовый индекс — 81463. Телефонный код — 3236.